# Salomonseilands voetbalelftal (mannen)
Het voetbalelftal van de Salomonseilanden is een team van voetballers dat de Salomonseilanden vertegenwoordigt bij internationale wedstrijden, zoals het WK en de OFC Nations Cup.

## Deelname aan internationale toernooien

### Wereldkampioenschap
De Salomonseilanden speelde de eerste kwalificatiewedstrijd voor het wereldkampioenschap op 11 juli 1992 tegen Tahiti (1–1). Duddley Hatei scoorde het eerste doelpunt. Nooit bereikte het land het hoofdtoernooi. 
| Wereldkampioenschap voetbal overzicht | Wereldkampioenschap voetbal overzicht | Wereldkampioenschap voetbal overzicht | Wereldkampioenschap voetbal overzicht | Wereldkampioenschap voetbal overzicht | Wereldkampioenschap voetbal overzicht | Wereldkampioenschap voetbal overzicht | Wereldkampioenschap voetbal overzicht | Wereldkampioenschap voetbal overzicht |
| Jaar                                  | Ronde                                 | Wed.                                  | W                                     | G                                     | V                                     | DV                                    | DT                                    |                                       |
| ------------------------------------- | ------------------------------------- | ------------------------------------- | ------------------------------------- | ------------------------------------- | ------------------------------------- | ------------------------------------- | ------------------------------------- | ------------------------------------- |
| 1994                                  | Niet gekwalificeerd                   | Niet gekwalificeerd                   | Niet gekwalificeerd                   | Niet gekwalificeerd                   | Niet gekwalificeerd                   | Niet gekwalificeerd                   | Niet gekwalificeerd                   |                                       |
| 1998                                  | Niet gekwalificeerd                   | Niet gekwalificeerd                   | Niet gekwalificeerd                   | Niet gekwalificeerd                   | Niet gekwalificeerd                   | Niet gekwalificeerd                   | Niet gekwalificeerd                   |                                       |
| 2002                                  | Niet gekwalificeerd                   | Niet gekwalificeerd                   | Niet gekwalificeerd                   | Niet gekwalificeerd                   | Niet gekwalificeerd                   | Niet gekwalificeerd                   | Niet gekwalificeerd                   |                                       |
| 2006                                  | Niet gekwalificeerd                   | Niet gekwalificeerd                   | Niet gekwalificeerd                   | Niet gekwalificeerd                   | Niet gekwalificeerd                   | Niet gekwalificeerd                   | Niet gekwalificeerd                   |                                       |
| 2010                                  | Niet gekwalificeerd                   | Niet gekwalificeerd                   | Niet gekwalificeerd                   | Niet gekwalificeerd                   | Niet gekwalificeerd                   | Niet gekwalificeerd                   | Niet gekwalificeerd                   |                                       |
| 2014                                  | Niet gekwalificeerd                   | Niet gekwalificeerd                   | Niet gekwalificeerd                   | Niet gekwalificeerd                   | Niet gekwalificeerd                   | Niet gekwalificeerd                   | Niet gekwalificeerd                   |                                       |
| 2018                                  | Niet gekwalificeerd                   | Niet gekwalificeerd                   | Niet gekwalificeerd                   | Niet gekwalificeerd                   | Niet gekwalificeerd                   | Niet gekwalificeerd                   | Niet gekwalificeerd                   |                                       |
| 2022                                  | Niet gekwalificeerd                   | Niet gekwalificeerd                   | Niet gekwalificeerd                   | Niet gekwalificeerd                   | Niet gekwalificeerd                   | Niet gekwalificeerd                   | Niet gekwalificeerd                   |                                       |
| 2026                                  | Niet gekwalificeerd                   | Niet gekwalificeerd                   | Niet gekwalificeerd                   | Niet gekwalificeerd                   | Niet gekwalificeerd                   | Niet gekwalificeerd                   | Niet gekwalificeerd                   |                                       |

### Oceanisch kampioenschap
In 1980 deed de Salomonseilanden voor het eerst mee op het Oceanisch kampioenschap voetbal. Een aantal keer werd er een resultaat geboekt, zo werd het een keer derde en speelde een aantal keer de halve finale. Het beste resultaat bereikte het land in 2004 toen het in de finale verloor van Australië. In 2012 organiseerde het land dit toernooi.
| Oceanisch kampioenschap voetbal overzicht | Oceanisch kampioenschap voetbal overzicht | Oceanisch kampioenschap voetbal overzicht | Oceanisch kampioenschap voetbal overzicht | Oceanisch kampioenschap voetbal overzicht | Oceanisch kampioenschap voetbal overzicht | Oceanisch kampioenschap voetbal overzicht | Oceanisch kampioenschap voetbal overzicht | Oceanisch kampioenschap voetbal overzicht |
| Jaar                                      | Ronde                                     | Wed.                                      | W                                         | G                                         | V                                         | DV                                        | DT                                        | Kwal                                      |
| ----------------------------------------- | ----------------------------------------- | ----------------------------------------- | ----------------------------------------- | ----------------------------------------- | ----------------------------------------- | ----------------------------------------- | ----------------------------------------- | ----------------------------------------- |
| 1980                                      | Groepsfase                                | 3                                         | 0                                         | 0                                         | 3                                         | 3                                         | 21                                        |                                           |
| 1996                                      | Halve finale                              | 2                                         | 0                                         | 0                                         | 2                                         | 1                                         | 3                                         | (Kwal.)                                   |
| 1998                                      | Niet gekwalificeerd                       | Niet gekwalificeerd                       | Niet gekwalificeerd                       | Niet gekwalificeerd                       | Niet gekwalificeerd                       | Niet gekwalificeerd                       | Niet gekwalificeerd                       | Niet gekwalificeerd                       |
| 2000                                      | Derde                                     | 4                                         | 2                                         | 0                                         | 2                                         | 7                                         | 10                                        | (Kwal.)                                   |
| 2002                                      | Groepsfase                                | 3                                         | 0                                         | 1                                         | 2                                         | 3                                         | 9                                         |                                           |
| 2004                                      | Tweede                                    | 7                                         | 3                                         | 1                                         | 3                                         | 10                                        | 17                                        | (Kwal.)                                   |
| 2008                                      | Niet gekwalificeerd                       | Niet gekwalificeerd                       | Niet gekwalificeerd                       | Niet gekwalificeerd                       | Niet gekwalificeerd                       | Niet gekwalificeerd                       | Niet gekwalificeerd                       | Niet gekwalificeerd                       |
| 2012                                      | Vierde                                    | 5                                         | 1                                         | 2                                         | 2                                         | 5                                         | 6                                         |                                           |
| 2016                                      | Halve finale                              | 3                                         | 1                                         | 0                                         | 3                                         | 2                                         | 4                                         |                                           |
| 2024                                      | Groepsfase                                | 2                                         | 0                                         | 0                                         | 2                                         | 0                                         | 4                                         |                                           |

### Melanesië Cup
De Beker van Melanesië was een voetbaltoernooi voor landen van Melanesië die lid zijn van de Oceania Football Confederation. Het toernooi werd voor de laatste keer gespeeld in 2000. In 2002 zou er ook een toernooi worden gespeeld en dit zou worden gespeeld in de Salomonseilanden, maar dit toernooi werd geannuleerd. Het land mocht daarvoor al twee keer het toernooi organiseren. In 1994 werd het toernooi gewonnen door de Salomonseilanden.
| Melanesië Cup overzicht | Melanesië Cup overzicht | Melanesië Cup overzicht | Melanesië Cup overzicht | Melanesië Cup overzicht | Melanesië Cup overzicht | Melanesië Cup overzicht | Melanesië Cup overzicht | Melanesië Cup overzicht |
| Jaar                    | Ronde                   | Wed.                    | W                       | G                       | V                       | DV                      | DT                      |                         |
| ----------------------- | ----------------------- | ----------------------- | ----------------------- | ----------------------- | ----------------------- | ----------------------- | ----------------------- | ----------------------- |
| 1988                    | Tweede                  | 3                       | 2                       | 1                       | 0                       | 7                       | 1                       |                         |
| 1989                    | Derde                   | 4                       | 1                       | 2                       | 1                       | 2                       | 2                       |                         |
| 1990                    | Vierde                  | 4                       | 1                       | 2                       | 1                       | 3                       | 4                       |                         |
| 1992                    | Derde                   | 3                       | 1                       | 0                       | 2                       | 4                       | 4                       |                         |
| 1994                    | Kampioen                | 4                       | 4                       | 0                       | 0                       | 10                      | 1                       |                         |
| 1998                    | Derde                   | 4                       | 2                       | 1                       | 1                       | 8                       | 6                       |                         |
| 2000                    | Tweede                  | 4                       | 2                       | 1                       | 1                       | 8                       | 6                       |                         |

### Wantok Cup
De Wantok Cup is een internationale voetbalcompetitie tussen de nationale voetbalelftallen van Papoea-Nieuw-Guinea, Salomonseilanden en Vanuatu. Het werd twee keer georganiseerd op de Salomonseilanden. In 2008 deed het land mee met twee elftallen, waarvan het elftal onder 23 kampioen werd. In 2011 werd het land weer winnaar.
| Wantok Cup overzicht | Wantok Cup overzicht | Wantok Cup overzicht | Wantok Cup overzicht | Wantok Cup overzicht | Wantok Cup overzicht | Wantok Cup overzicht | Wantok Cup overzicht | Wantok Cup overzicht |
| Jaar                 | Ronde                | Wed.                 | W                    | G                    | V                    | DV                   | DT                   |                      |
| -------------------- | -------------------- | -------------------- | -------------------- | -------------------- | -------------------- | -------------------- | -------------------- | -------------------- |
| 2008                 | Kampioen (team–23)   | 2                    | 1                    | 1                    | 0                    | 5                    | 4                    |                      |
| 2008                 | Derde                | 2                    | 0                    | 1                    | 1                    | 4                    | 5                    |                      |
| 2011 (1e)            | Kampioen             | 2                    | 1                    | 1                    | 0                    | 2                    | 1                    |                      |
| 2011 (2e)            | Tweede               | 2                    | 0                    | 1                    | 1                    | 0                    | 2                    |                      |

## FIFA-wereldranglijst[5]
| 1993 | 1994 | 1995 | 1996 | 1997 | 1998 | 1999 | 2000 | 2001 | 2002 | 2003 | 2004 | 2005 | 2006 | 2007 | 2008 | 2009 | 2010 | 2011 | 2012 | 2013 | 2014 | 2015 | 2016 | 2017 | 2018 |
| ---- | ---- | ---- | ---- | ---- | ---- | ---- | ---- | ---- | ---- | ---- | ---- | ---- | ---- | ---- | ---- | ---- | ---- | ---- | ---- | ---- | ---- | ---- | ---- | ---- | ---- |
| 149  | 163  | 170  | 171  | 130  | 128  | 144  | 130  | 134  | 142  | 156  | 130  | 140  | 160  | 123  | 163  | 172  | 177  | 180  | 150  | 172  | 183  | 200  | 187  | 151  | 144  |

## Bondscoaches
SIFF · 
Salomonseilands vrouwenelftal
Interlands
Tegenstander:
Amerikaans-Samoa ·
Australië ·
Cookeilanden ·
Fiji ·
Guam ·
Hongkong ·
Macau ·
Maleisië ·
Nieuw-Caledonië ·
Nieuw-Zeeland ·
Papoea-Nieuw-Guinea ·
Samoa ·
Singapore ·
Taiwan ·
Tahiti ·
Tonga ·
Vanuatu